# شمشیر شجاعت
شمشیر شجاعت: افسانه سرگاوین شوالیه سبز (به انگلیسی: Sword of the Valiant: The Legend of Sir Gawain and the Green Knight) فیلمی محصول سال ۱۹۸۴ و به کارگردانی استیفن ویکز است. در این فیلم بازیگرانی همچون شان کانری، مایلز اوکیف، سیرییل کلر، تروور هاوارد، پیتر کوشینگ، لی لاسون، رونالد لیسی، لیلا کدرووا، جان ریس-دیویس، داگلاس ویلمر، ویلفرید برامبل و مینارد ازیاشی ایفای نقش کرده‌اند.